# Humbertacalia
Humbertacalia là một chi thực vật có hoa trong họ Cúc (Asteraceae).

## Loài
Chi Humbertacalia gồm các loài: